# SEIMEI
「 SEIMEI」は、ゆずの配信限定シングル。2019年5月10日にセーニャ・アンド・カンパニーから配信。

## 概要
「マボロシ」から約半年ぶりとなる作品で、ゆずにとって元号が平成から令和になってから初めての作品となる。
配信翌日の5月11日からスタートする史上初の弾き語りドームツアー「ゆず弾き語りドームツアー2019 ゆずのみ〜拍手喝祭〜」に先駆けてリリースされた。以前から弾き語りドームツアーに向けて「ライブで新曲を披露したい」と話していて、今作は北川が作詞作曲を担当した弾き語りナンバーになっている。楽曲には、遥か過去から引き継がれている生命（SEIMEI）のバトンを繋ぎながら、未来に向け困難を乗り越えていくという強い意志が内包されていて、リリースに伴って公開された新アーティスト写真、ジャケット写真には生命の起源＝ルーツである根っこが宙に浮き、さまざまな実＝メッセージを実らせながら幾重の時代、日々をつないでいくというコンセプトの逆さツリー「YUZZDRASIL（ユズドラシル）」が描かれている。この「YUZZDRASIL」は過去にもゆずの作品に携わっている彫刻家・名和晃平がドームツアーに向け、ゆずとともにゼロからコンセプトを構築し完成させたもので、弾き語りドームツアー本編にも登場し、ツアーのシンボルとなった。
6⽉24⽇からは日本生命の「東京2020オリンピック聖⽕ランナー募集」CMソングとしてオンエア。ゆずの日本生命CMタイアップは2009年の「虹」から7度目となるが、これまでの曲はほとんどがCMに向けた書き下ろしであるのに対し、今作は楽曲のコンセプトと⽇本⽣命の「大切な絆を、つなげよう。」というテーマが⼀致したことで起用されたという。
この年の大晦日の『第70回NHK紅白歌合戦』では「紅白SPメドレー 2019-2020」として、松任谷正隆と蔦谷好位置による新アレンジバージョンを「栄光の架橋」とともに披露した。翌年2020年発売のアルバム『YUZUTOWN』には従来の弾き語りバージョンではなく、この新アレンジバージョンが収録された。

## 収録曲
1. SEIMEI
作詞・作曲 : 北川悠仁
日本生命CMソング